# Золочівка (Тернопільський район)
Золочі́вка — село в Україні, у Козівській селищній громаді Тернопільського району Тернопільської області. Розташоване на правому березі річки Стрипа, на заході району. До 2020 адміністративно підпорядковане Глинській сільській раді. 
До Золочівки приєднано хутір Окіп. Населення — 303 особи (2003).

## Історія
Перша писемна згадка — 28 листопада 1435 року. 
У травні 1917 внаслідок пожежі згоріло близько 20 будинків.
Діяли «Просвіта» та інші українські товариства.
12 червня 2020 року, відповідно до розпорядження Кабінету Міністрів України № 724-р «Про визначення адміністративних центрів та затвердження територій територіальних громад Тернопільської області» увійшло до складу Козівської селищної громади.
19 липня 2020 року, в результаті адміністративно-територіальної реформи та ліквідації Козівського району, село увійшло до складу Тернопільського району.

## Населення

### Мова
Розподіл населення за рідною мовою за даними перепису 2001 року:
| Мова       | Кількість | Відсоток |
| ---------- | --------- | -------- |
| українська | 326       | 100%     |

## Пам'ятки
Є церква святого апостола Івана Богослова (1886; кам'яна; УГКЦ).

## Пам'ятники
Встановлено:
- пам'ятний хрест на честь скасування панщини (1849)
- пам'ятний знак на честь 2000-ліття Різдва Христового (2002)
- насипана символічна могила Борцям за волю України.

## Соціальна сфера
Діють загальноосвітня школа І ступеня, бібліотека.

## Галерея

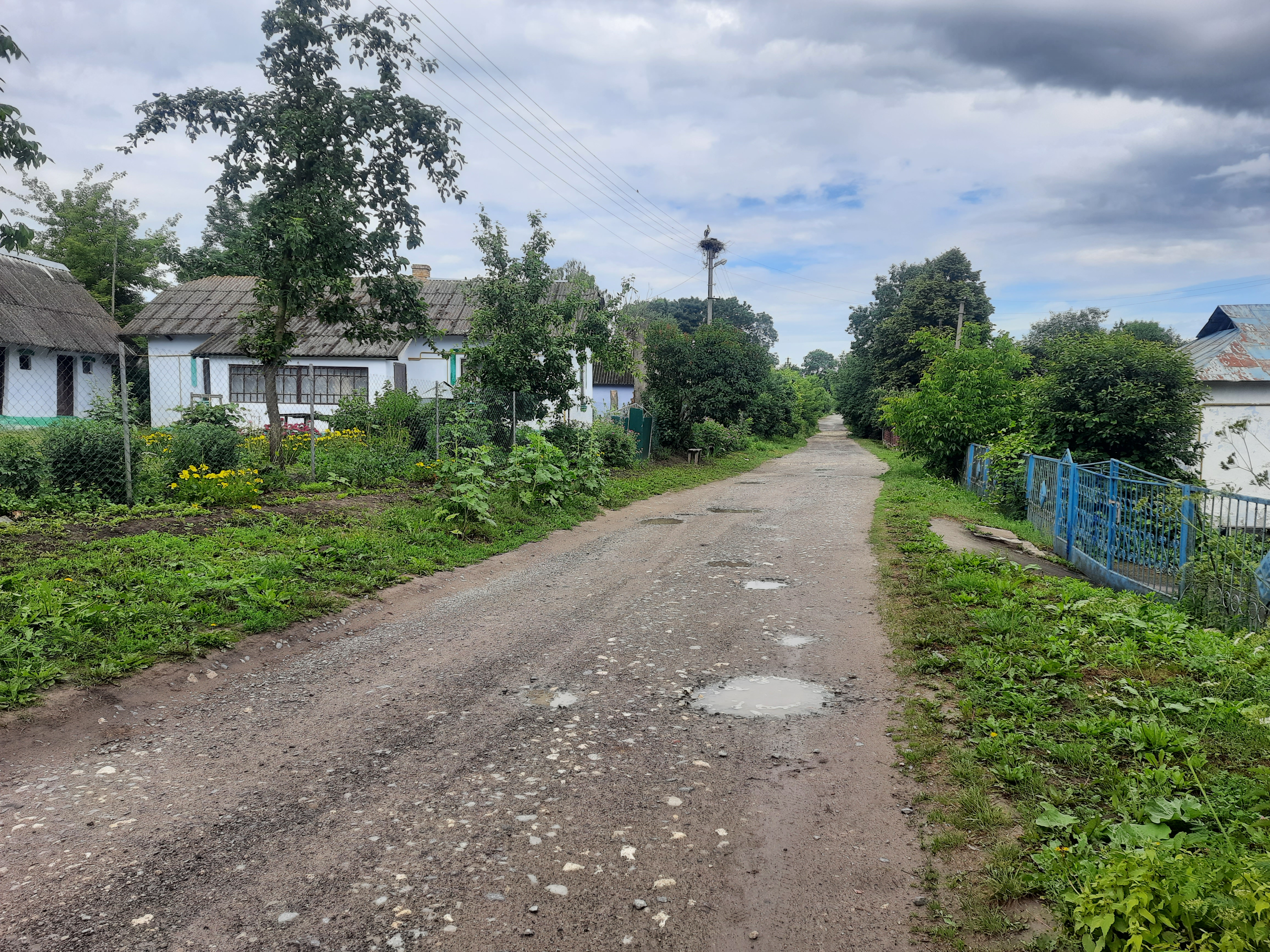
Сільська вулиця
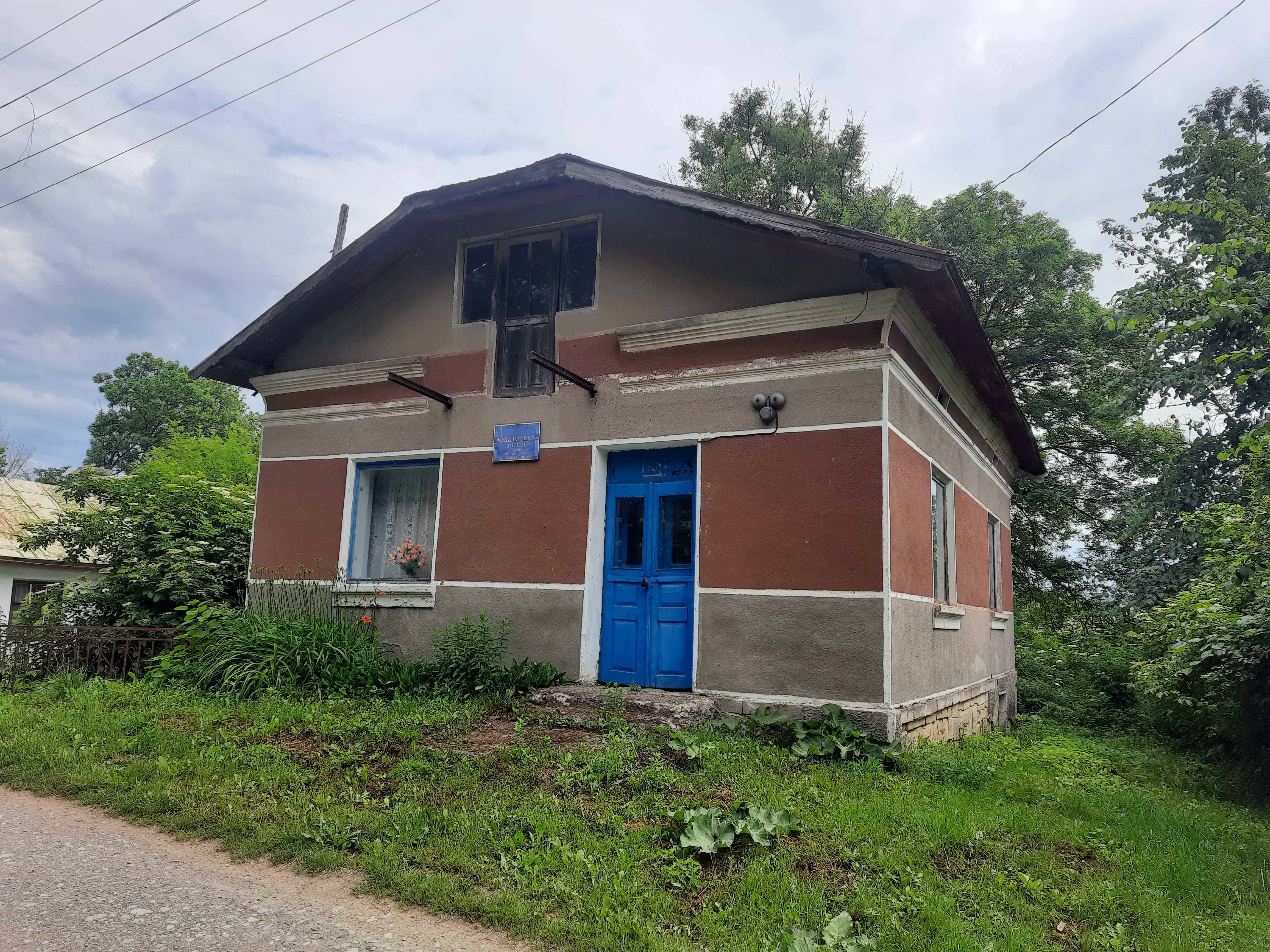
Бібліотека
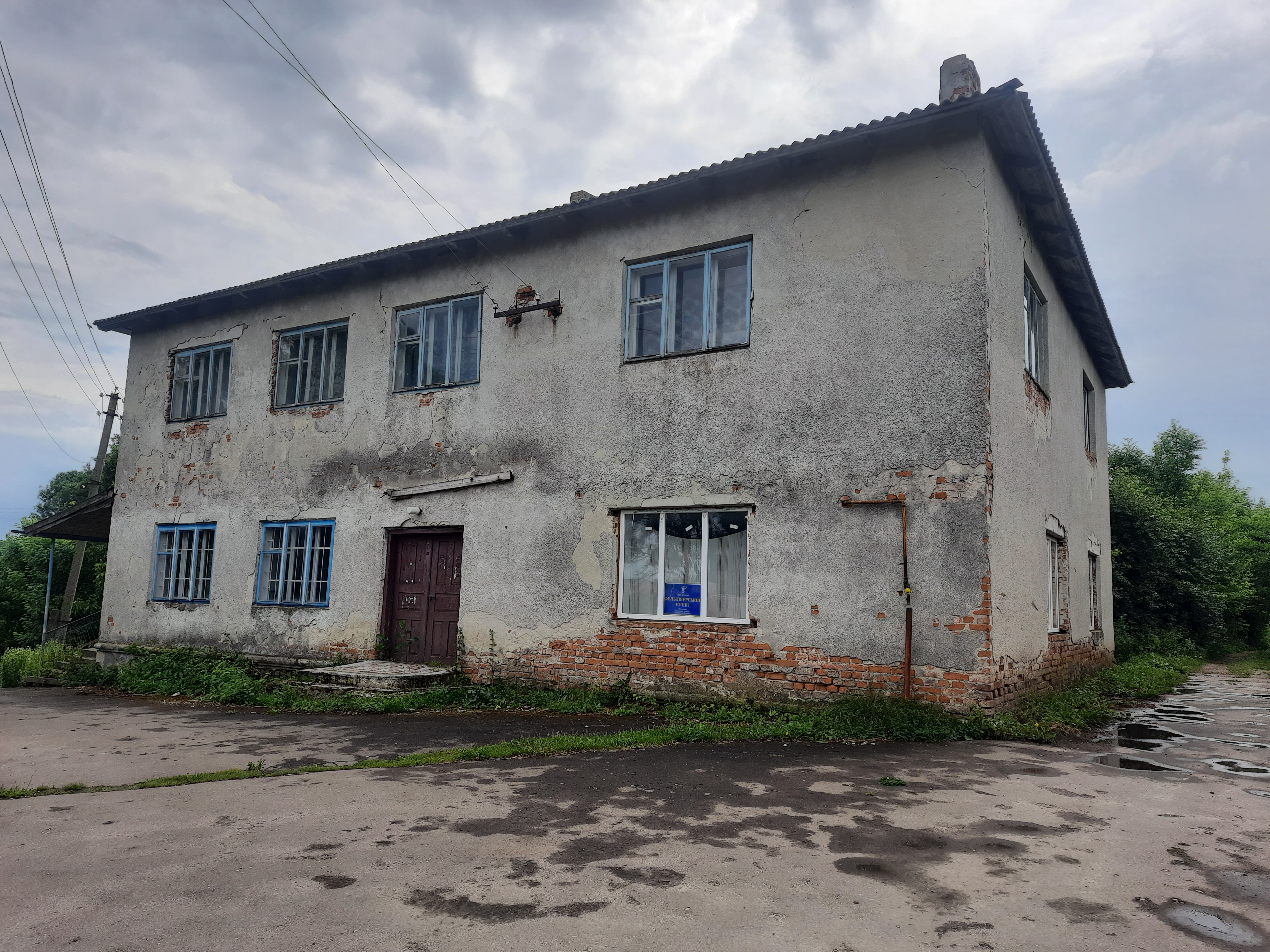
Фельдшерський пункт
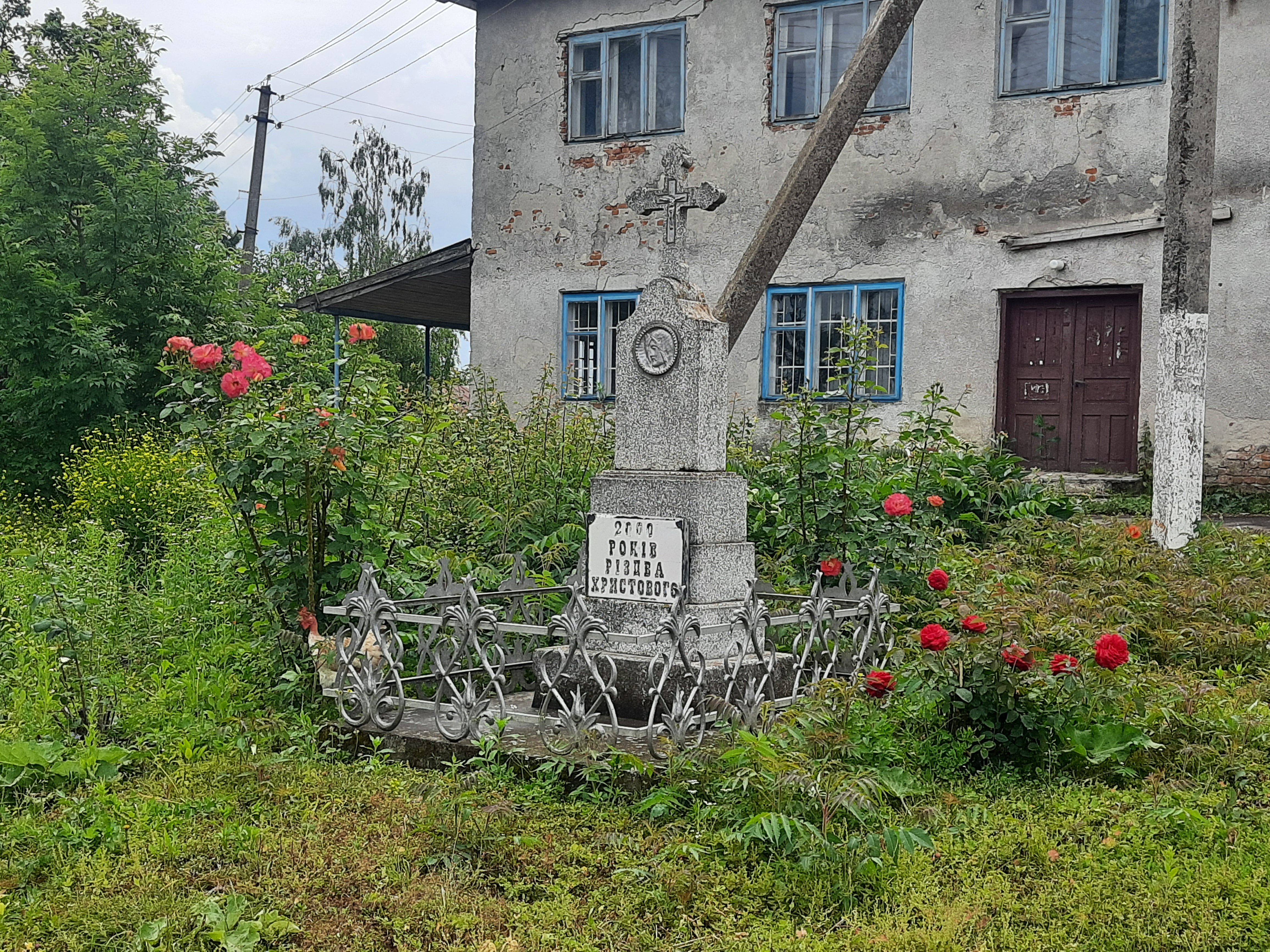
Пам'ятний хрест
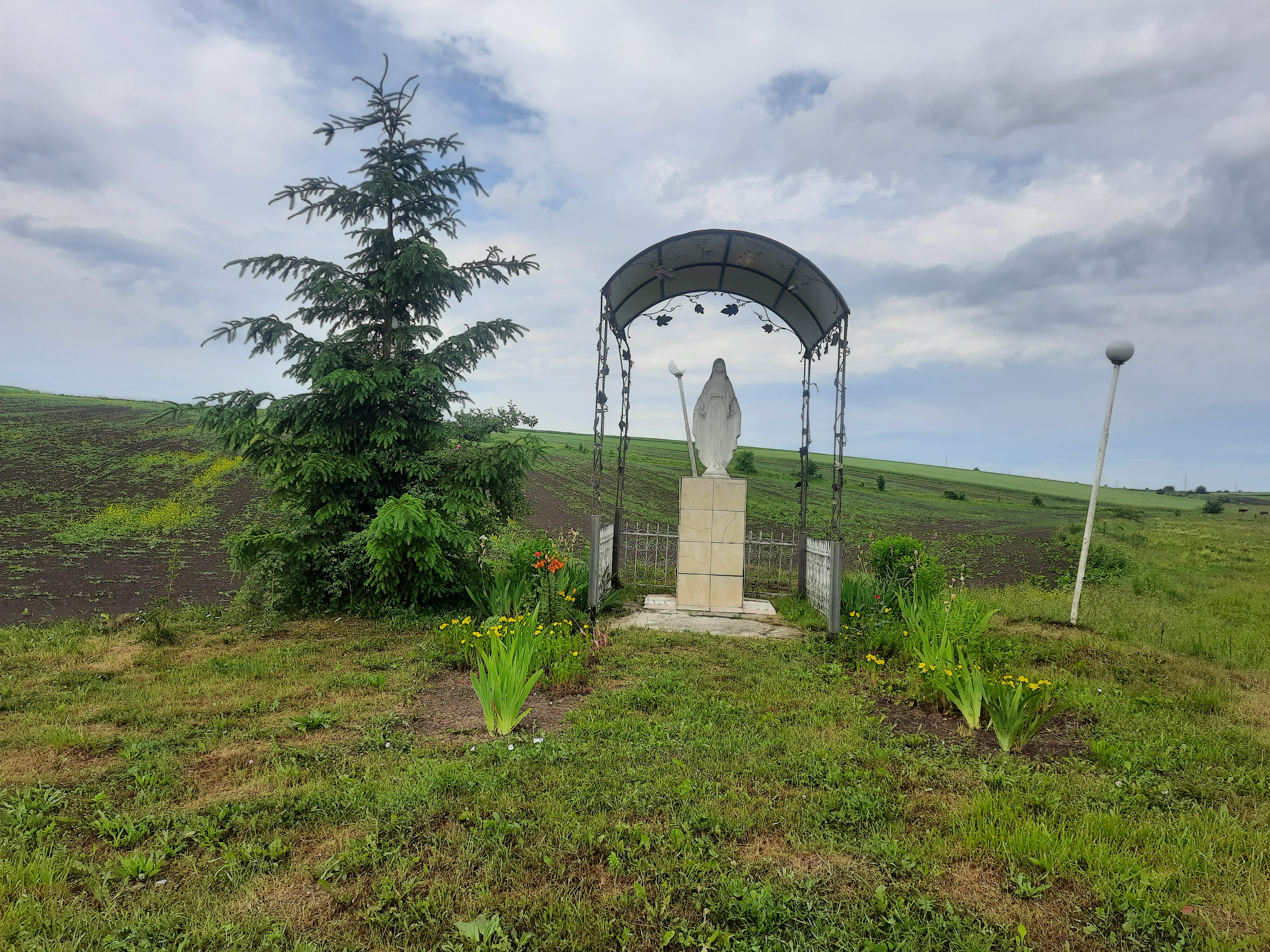
Статуя Божої Матері